# 小松美羽
小松 美羽（こまつ みわ、1984年〈昭和59年〉11月29日 - ）は、日本のアーティスト。長野県埴科郡坂城町出身。山犬・
狛犬・神獣をモチーフにした作品で知られる。彼女をプロデュースするプロジェクトチーム「風土」に所属している。坂城町特命大使。女子美術大学特別招聘教授。東京藝術大学非常勤講師。Maison Christian Dior オフィシャル・アンバサダー。環境省「つなげよう、支えよう、森里川海プロジェクト」アンバサダー。

## 来歴

### 学生時代（2003~2006年）
- 2004年（平成16年）に女子美術大学短期大学部を卒業する[3]。再度、同大学の版画研究室の研究生として専攻し、計4年間在籍する。学位は学士。教員免許取得。
- 銅版画作品「ちょんこづいてた頃」で、2004年度女子美術大学優秀作品賞受賞、2006年度日本版画協会 版画展 入賞する。
- 銅版画作品「生死」で、2005年度女子美術大学優秀作品賞受賞する。
- 2005年度 町田市立国際版画美術館 大学版画展 に出展。
- 2006年度 すどう美術館 銅夢展 に出展。

### 2007年（平成19年）
- 占い師・泉谷綾子が所属していた株式会社マーリン に所属する[4]。泉谷綾子の愛弟子としてメディアで紹介されていた。
- 4月、USENの動画配信サービスGyaOでの配信番組『MIDTOWN TV』内の『○○あい☆コラ!生やぐち』にて、モデル兼タレントの巫女装束の占い師としてレギュラー出演し、占いコーナーも担当する。
- 9月、占い師として、オーラ占い・インスピレーション占い・激数占いを得意とした「小松美羽の恋愛鑑定」を開始する[5]。
- 10月、Yahoo!オークション、お宝鑑定ドットコムの共同企画による「お宝鑑定大会 in 六本木ヒルズ」の司会を担当する[6]。
- ユニバーサルミュージック発売の音速ライン8thシングル『青春色』のミュージックビデオに出演する[7]。
- 当時のバイト先であるUSENからの紹介により、シンガーソングライター、俳優・武田鉄矢の絵画の家庭教師を依頼され、主に油絵の技法などを教える。

### 2008年（平成20年）
- 雑誌『B.L.T.』にて「小松美羽のオーラのヒミツ」の連載が開始。ゲストを招いたカウンセリング形式で、南まりか・華彩なな・秦みずほ・滝沢乃南・渡辺万美らなどを招いた。
- 1月6日、文化放送「中西哲生のなでしこ応援団！」に出演する。
- 9月、au ezチャンネル「グラビアセクシーチャンネル」に出演する。
- 10月、雑誌『ヤングジャンプ 21世紀美少女～newsなアイドル2008～』にて掲載。
- チャリティアートRoses展（青山スパイラルホール）に出展。
- 雑誌『特冊新鮮組DX』にて掲載。
- 雑誌『EX大衆』にて掲載。

### 2009年（平成21年）
- 1月、雑誌『恋運暦』にて「2009年前半運勢を占う」のスピリチュアル＆オーラ運を担当する。
- 1月、雑誌『TOKYO★1週間』にて、「予約殺到の人気占い師がズバリ予想 2009年日本はどーなる！？」を担当する。
- 3月14日、インターネット放送局 「あっ!とおどろく放送局〜タケミネット 5時間生放送!!」に出演する[8]
- 4月、チェアウォーカ専門誌『Ｗa Ｗa Ｗa』の阿部編集長との対談が掲載。
- 4月、占い師として株式会社ブルームより、小松美羽プロデュース『でるぞ！オーラの真珠貝ストラップ（全24種）』が全国のロフト・トイザらス等で店頭販売される。
- 11月、ビジネス雑誌『2020Value Creator』表紙絵を294号〜321号までを担当する[9]。
- 12月、ポニーキャニオン発売の阿久悠トリビュートアルバム『Bad Friends』のジャケットにアクリル画作品が使用される。
- 12月、スカパー！275チャンネル「池袋ウエストフードパーク」に出演する。
- TSUTAYAのオリジナル絵本も手がける。
- チャリティアートRoses展（青山スパイラルホール）に出展。
- 展覧会「1枚のキャンパス～絵☆花 collaboration live～」に出展。
- 雑誌『週刊プレイボーイ』にて掲載。
- プロデューサー・高橋紀成に見出され[10]、株式会社風土の支援を受ける。（→詳細は #小松美羽のプロデュース ）

### 2010年（平成22年）
- 1月より、東京・恵比寿の小学生のための放課後セカンドスクール「こどもみらい塾」で『こどものための絵本創作教室』の講師を担当する。
- 5月11日、NY Sweet Basil（英語版）のオーナー・尼崎勝司の還暦式典に限定200冊オリジナル詩画集『出会いこそ人生のすべて』を発表する。
- 7月14日、ユニバーサルミュージックよりリリースの阿久悠トリビュートアルバム『歌鬼3』のジャケット（アクリル画）も前作に続き担当する。
- 10月30日～10月31日、東京交通会館で行われたアートフェアYOUNG ARTISTS JAPAN Vol.3に出展する。作品「死生観」のコンセプトをDiane Pernet（英語版）(ファッション・ジャーナリスト）やBernard CENDRON(K.K.BCIL社長)に評価されるなど、(HERMES本社副社長斎藤峰明も小松の作品を購入)ヨーロッパ進出の足掛かりを広げる。
- 日本テレビ系列『Oha!4 NEWS LIVE』に出演する。

### 2011年（平成23年）
- アフリカ大陸のウガンダ共和国など海外各地に出向く[11]。
- NHKBSプレミアム『旅のチカラ』に出演する[12]。
- 信越放送『SBCニュースワイドスペシャル2011』に出演する。

### 2012年（平成24年）
- 地元である坂城町の鉄の展示館（人間国宝宮入行平の博物館）で「画家・小松美羽 ふるさと坂城を描く～神ねずみと唐ねこさま～」を開催、歴代動員数4位となる。
- 4月、オリンパスプラザ東京、大阪にて写真・銅版画30点を出展した個展『画家の原点回帰〜ウガンダ〜』を開催する。
- トヨタのキャンペーンで地方から日本を元気にするプロジェクト「ニッポンコレカラプロジェクト」長野県代表に選出され、アクセス数は29県中全国1位であった。
- 11月、北野美術館別館（北野カルチュラルセンター）にて「小松美羽展 信州からの覚醒と神秘～原点～」を開催。
- 12月にはフランスの文化通信省主催のチャリティーイベント日仏合同展「レ・サパン・ドゥ・ノエル・デ・クレアトゥール(Le sapins de Noël des. Créateurs)」(訳:クリエーターたちのクリスマスツリー)にてフランスのロスチャイルドホテルと阪急百貨店うめだ本店で日本代表アーティストの一人として染色作家・奥田祐斎とコラボでクリスマスツリーを制作する。
- 坂城町特命大使にも任命され、地元中学の美術の指導やバラ祭りの開会式、びんぐし湯さん館のテープカットなど地元のイベントに参加する。

### 2013年（平成25年）
- 日本の伝統工芸を大切にし、MADE IN JAPANを世界ブランドにするプロジェクトチーム「株式会社 風土」に所属。
- 2月に第十回長野灯明まつりにおいて長野県を代表するアーティストとして中島千波と共に巨大灯籠を制作、善光寺の仲見世通りに展示する。
- 6月にはフランスの老舗製紙メーカーのCANSON財団（英語版）が毎年開催するPRIX CANSON2013にて日本代表として選出され、60数カ国からのエントリーの中から世界ファイナル39人にノミネートされ、パリ市立プティ・パレ美術館にて特別企画展示された。
- 京都の老舗着物メーカーとオリジナルの浴衣、振り袖を制作、博多織とのコラボ作品も発表。空海劇場2013にも招待されライブペイントを行う。また有田焼とのコラボで来春には中東に進出。

### 2014年（平成26年）
- 遷座祭より1年の5月11日に出雲大社に絵画「新・風土記」を奉納し、神祜殿にて展示されている[13]。
- 5月、東京彩鳳堂画廊にて、個展『えほん 誰も教えてくれなかった！小松美羽展』を開催する。
- 12月21日、求龍堂より初画集『小松美羽ー20代の軌跡ー2004・2014』を出版する。初・画集出版にあたり、漫画家・水木しげるとの対談を、KADOKAWAの交渉によって何度も断られながらも果たす。その縁により、2011年の水木しげるの訃報に「昨日の【情熱大陸】は先生は見ていただいて天に召されたと私は信じております。」と深い感慨な思いを綴った[14]。

### 2015年（平成27年）
- 電子写真集『MIWA KOMATSU WORKS』がクリーク・アンド・リバー社より刊行され、世界配信となる[15]。
- 庭園デザイナー・石原和幸の作品「EDO NO NIWA」とコラボした有田焼の『天地の守護獣』が高い評価を受け、大英博物館に所蔵された[16][17]。
- 11月29日放送、TBS系列・情熱大陸にて『決戦は３１歳の誕生日！「美しすぎる画家」と注目を集める小松美羽に密着』として出演する[18]

### 2016年（平成28年）
- 10月、有田焼の柿右衛門窯とコラボレートし絵付けをした『天地の守護獣』を発表する。
- 12月、ニューヨーク日本クラブ（MYC,USA）にて講演会とライブペイントを実施。ライブペイント作品《The Origin of Life》がニューヨークのワールドトレードセンターに収蔵される。

### 2017年（平成29年）
- 6月、東京・紀尾井カンファレンスにて『小松美羽展 神獣〜エリア21〜』を開催する。
- 11月、TEDxShinshuUniversity 2017に登壇する[19]。
- 12月、Whitestone gallery Taipeiにて台湾初個展『小松美羽展〜神獣の世界〜』を開催する。
- 映画『花戦さ』の劇中絵画を担当する。

### 2018年（平成30年）
- 3月7日、ダイヤモンド社より自己啓発書『世界のなかで自分の役割を見つけることー最高のアートを描くための仕事の流儀ー』を出版する。
- 12月21日、求龍堂より画集『小松美羽ー大和力を、世界へー』を出版する。
- 12月、東京日本橋三越にて個展『大和力を、世界へ』を開催。

### 2019年（平成31年/令和元年）
- 7月、VR短編映像作品『祈祷＝INORI』が第76回ヴェネツィア国際映画祭のVR部門コンペティション作品として正式招待される。
- 10月30日放送、テレビ朝日系列・徹子の部屋にて『与勇輝＆小松美羽〜人気の人形作家ＶＳ「神話」を描く美人画家〜』として出演する[20]

### 2020年（令和2年）
- 7月6日放送、日本テレビ系列・「しゃべくり007 ～▽千鳥初登場＆後藤SHELLY指原と今夜くらべられちゃうSP～」に出演する。
- 7月13日放送、日本テレビ系列・「人生が変わる1分間の深イイ話〜小松美羽に密着！」[21]に出演する。
- 8月19日放送、日本テレビ系列・「今夜くらべてみました ～浜辺美波(秘)サイコ好き＆啓発本だらけ美女芸人…本棚独特女～」に出演する[22]。
- 8月22日、日本テレビ系列・24時間テレビ43「愛は地球を救う」のチャリTシャツのデザインに起用される。また、放送内でライブペイントを行い、チャリティーオークションを実施。 完成させた幅4m超のライブペイント作品が、2054万円で落札された[23]。
- 10月、雑誌「Discover Japan10月号」にて『祈りをテーマに神獣を描く、注目のアーティスト〜小松美羽〜大和力が世界を救う[24]』で特集される。
- 10月、自らが手掛けた狛犬画が『戦国パズル!!あにまる大合戦』のコラボキャラクターとして登場した[25]。

### 2021年（令和3年）
- 5月27日・6月3日放送、日本テレビ系列・「アナザースカイ」にて2話特集され出演する[26][27]。
- 6月26日放送、広島テレビ開局60周年記念特別番組「神獣アーティスト 小松美羽と地球の涙」に出演する[28]。
- 7月25日、長野市の長野県立美術館の開館を記念してライブペインティングが行われた。7月29日から8月24日まで同美術館にて展覧会も行われる。
- 8月21、22日放送、日本テレビ系列・「24時間テレビ44」のテレビ信州にて24時間でライブペイントをする[29]。
- 8月、デジタルガレージ主催の「Earthshot 〜Whole Earth Catalogから50年、これからの未来・テクノロジーを考える〜」にて高野山で制作した作品「NEXT MANDALA-魂の故郷」がメインビジュアルに採用される[30]。
- 8月、展覧会「渋谷Bunkamura Gallery 交差点-いま、ここからの」に出展する。

### 2023年（令和5年）
- 10月、真言宗立教開宗1200年記念にて、世界遺産・東寺にマンダラ『ネクストマンダラ - 大調和』が奉納される[31]。

### Data
- The British Museum > 2015-3046-1 天地の守護獣 - 大英博物館
- YAMATO POWER TO THE WORLD 〜大和力を世界へ〜 | Miwa Komatsu | TEDxShinshuUniversity - YouTube （2017年12月20日）
- 成田悠輔×小松美羽 スペシャル対談 - YouTube （2022年12月14日）
- メゾン クリスチャン ディオール「サクラ」の世界観を小松美羽が表現！ スペシャルムービーを先行公開 - Numero TOKYO (2018年11月28日)